# وست کالدر
وست کالدر (به انگلیسی: West Calder) یک روستا در بریتانیا است که در لوتیان غربی واقع شده‌است. وست کالدر ۵٬۳۷۰ نفر جمعیت دارد.